# Stazione di Alp Grüm
La stazione di Alp Grüm è una stazione ferroviaria posta sulla ferrovia del Bernina, gestita dalla Ferrovia Retica. È posta nella località di Alp Grüm.  È costruita con una facciata di pietra di cava locale e non è raggiungibile con la viabilità ordinaria. La stazione è all'uscita della Grüm Galerie (264 m) e nei pressi delle gallerie Palü Sopra Galerie (239 m), Palü (254 m), Sotto Galerie (347 m).

## Storia

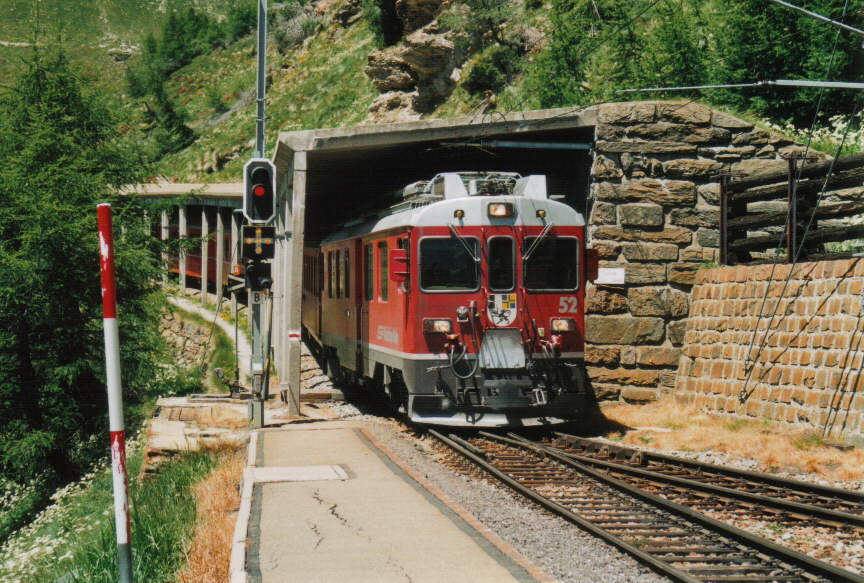
Uscita della galleria presso la stazione di Alp Grüm

La stazione entrò in funzione il 5 luglio 1910 insieme alla tratta Ospizio Bernina-Poschiavo della linea del Bernina della Ferrovia Retica.